# Islamismo na Nigéria

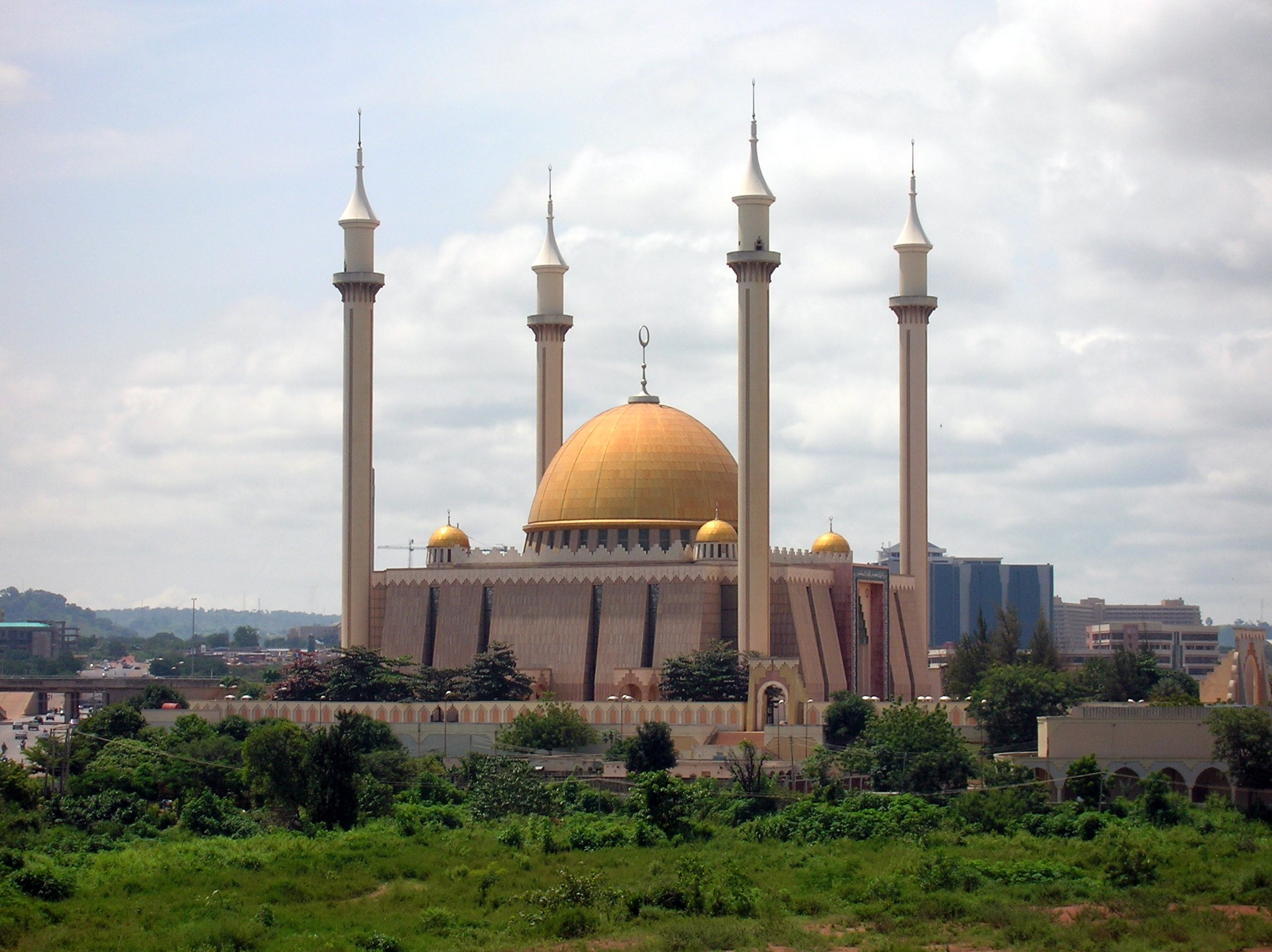
Mesquita Nacional de Abuja, localizada em Abuja

Cinquenta por cento da população da Nigéria adere ao Islão. Islão veio muito cedo para o Norte da Nigéria no século IX, e foi estabelecido no Império de Canem durante o reinado de Humé. Ele teria se espalhado para as grandes cidades da parte setentrional do país, durante o século XVI, posteriormente transportados para o meio rural e para a Cinturão Médio terras altas.
Islão também veio para o sudoeste, áreas de língua iorubá durante o período de Mansa Musa do Império do Mali. Os iorubás coloquialmente se referem o Islão como "Esin-Mali", o que significa religião de Mali. Os muçulmanos na Nigéria são predominantemente sunita maliquita. No entanto, existe uma significativa minoria xiita, principalmente em Socoto (ver xiitas na Nigéria).

## Muçulmanos entre diferentes grupos étnicos na Nigéria
A tabela a seguir lista as populações muçulmanas dos maiores grupos étnicos na Nigéria.
| - Hauçás (19 880 626) - Iorubás (8 338 832) - Canúris, Maiduguri (4 039 901) - Fulas, Socoto - Fulas, Haabe (2 205 150) - Fulas, Adamaua (973 222) - Fulas, Bauchi (700 459) - Canúris mangas (616 806) - Fulas, Ibos (519 901) - Ebas (418 030) - Bades (309 235) - Songais (259 429) | - Árabes chadianos (204 890) - Buras (111 823) - Igalas (107 350) - Zermas (76 911) - Baribas (65 808) - Esan (61 529) - Guaris, East (40 639) - Ogus (29 373) - Tuaregues (23 442) - Chambas (17 546) - Árabes sírios e somalis (11 722) - Maguzaua (11 721) - Egípcia (651) |